# Elbogen
Elbogen — залізний метеорит метеорит масою 107000 грам.